# Paul Blair
Paul L. D. Blair (ur. 1 lutego 1944, zm. 26 grudnia 2013) – amerykański baseballista, który występował na pozycji środkowozapolowego.
Blair w 1961 podpisał kontrakt jako wolny agent z New York Mets i po roku występów w klubach farmerskich tego zespołu, został wybrany w drafcie przez Baltimore Orioles, w którym zadebiutował 9 września 1964 w meczu przeciwko Washington Senators jako pinch runner. W 1966 zagrał we wszystkich meczach World Series, w których Orioles pokonali Los Angeles Dodgers 4–0 w serii best-of-seven. Rok później zaliczył najwięcej triple'ów (13) w American League i po raz pierwszy otrzymał Złotą Rękawicę. W 1969 po raz pierwszy wystąpił w All-Star Game.
29 kwietnia 1970 w wygranym przez Orioles 18–2 meczu z Chicago White Sox zdobył 3 home runy i zaliczył 6 RBI. W tym samym roku w zwycięskich dla Orioles World Series, w których przeciwnikiem był zespół Cincinnati Reds, zagrał we wszystkich pięciu meczach, uzyskując średnią uderzeń 0,474. 26 sierpnia 1973 w spotkaniu z Kansas City Royals zdobył inside-the-park grand slama. W styczniu 1977 w ramach wymiany zawodników przeszedł do New York Yankees.
Jako zawodnik Yankees dwukrotnie zdobywał mistrzostwo w 1978 i 1979 roku. W maju 1979 podpisał roczny kontrakt z Cincinnati Reds. W 1980 ponownie został zawodnikiem Yankees, w którym zakończył zawodniczą karierę. W późniejszym okresie był między innymi trenerem drużyny baseballowej na Fordham University i trenerem zapolowych w Houston Astros. W 1984 został uhonorowany w klubowej Hall of Fame zespołu Baltimore Orioles.
| Nagroda/wyróżnienie         | Lata                                           | Źródło |
| 2× All-Star                 | 1969, 1973                                     | [ 2 ]  |
| 8× Gold Glove Award         | 1967, 1969, 1970, 1971, 1972, 1973, 1974, 1975 | [ 2 ]  |
| 4× zwycięzca w World Series | 1966, 1970, 1977, 1978                         | [ 4 ]  |